# Anaglymma punctipennis
Anaglymma punctipennis är en skalbaggsart som beskrevs av Lewis 1898. Anaglymma punctipennis ingår i släktet Anaglymma och familjen stumpbaggar. Inga underarter finns listade i Catalogue of Life.